# أدلت سويم
أدُلت سويم (بالإنجليزية: adult swim أو as)‏ هي فقرة برمجية تبثها قناة كرتون نتورك الكابلية الأمريكية الأساسية خلال المساء و وقت الذروة وأوقات النهار المتأخرة. تتميز الفقرة بمجموعة متنوعة من الرسوم المتحركة والمسلسلات الحية التي تستهدف جمهورًا من الشباب البالغين، بما في ذلك البرمجة الأصلية (خاصة المسلسلات الكوميدية ومسلسلات الحركة) والمسلسلات المجمعة، و الأفلام القصيرة مع الحد الأدنى بشكل عام من التحرير أو عدم التحرير للمحتوى. تمت برمجة أدلت سويم بواسطة وليامز ستريت، وهي شركة تابعة لشركة استوديوهات تلفزيون وارنر براذرز التي تنتج أيضًا الكثير من البرامج الأصلية للفقرة.

## برامج القناة

### برامج أصلية
- 2013–حتى الآن: قصص ما قبل النوم
- 2005–حتى الآن: الدجاجة الآلية
- 2013–حتى الآن: ريك ومورتي[1]
- 2012–حتى الآن: برنامج ايريك اندريه[2]
- 2013–حتى الآن: وجهك الجميل سيذهب للجحيم
- 2016–حتى الآن: شركة الحلم، ذ.م.م
- 2013–حتى الآن: تشوز ميني (مسلسل تلفزيوني)

## وصلات خارجية
- الموقع الرسمي